# 마츠시로 켄
마츠시로 켄는 《따끈따끈 베이커리》에 등장하는 등장인물으로, 투니버스판 이름은 강두팔.

## 소개
(한국명 : 강두팔) / (CV.토우치 히로키, 이정구)
남도쿄 지점(한국어명 : 빵타지아 4호지점)의 점장으로 신인전에서 우승한 경험이 있는 유능한 제빵사. "일본 제일의 프랑스빵 제빵사"라 불릴 정도로 실력이 뛰어나다. 지점을 선전하기 위해서라면 소비자들을 설득하고, 고개를 숙일 수 있다. 특징은 근육질 몸매와 아프로 스타일의 파마머리.